# Kremlin Cup 2007 - Doppio femminile
Il doppio femminile  del Kremlin Cup 2007 è stato un torneo di tennis facente parte del WTA Tour 2007.
Květa Peschke e Francesca Schiavone erano le detentrici del titolo, ma la Schiavone non ha partecipato.

Solo la Peschke ha partecipato facendo coppia con Rennae Stubbs, ma ha perso nei quarti contro Iveta Benešová e Galina Voskoboeva.
Cara Black e Liezel Huber hanno battuto in finale 4–6, 6–1, 10–7, Viktoryja Azaranka e Tat'jana Puček.

## Teste di serie
1. Cara Black /  Liezel Huber (campionesse)
2. Květa Peschke /  Rennae Stubbs (quarti)

1. Elena Lichovceva /  Dinara Safina (semifinali)
2. Michaëlla Krajicek /  Vladimíra Uhlířová (primo turno)

## Tabellone

### Legenda
| - Q = Qualificato - WC = Wild card - LL = Lucky loser | - ALT = Alternate - SE = Special Exempt - PR = Protected Ranking | - w/o = Walkover - r = Ritirato - d = Squalificato |